# Cratere Klaproth
Klaproth è un grande cratere lunare di 121,37 km situato nella parte sud-occidentale della faccia visibile della Luna.
Il cratere è dedicato chimico tedesco Martin Heinrich Klaproth.

## Crateri correlati
Alcuni crateri minori situati in prossimità di Klaproth sono convenzionalmente identificati, sulle mappe lunari, attraverso una lettera associata al nome.
| Klaproth | Coordinate            | Diametro (in km) |
| -------- | --------------------- | ---------------- |
| A        | 68°12′S 21°54′W       | 34,87            |
| B        | 71°53′24″S 24°10′48″W | 15,51            |
| C        | 69°13′12″S 19°42′36″W | 5,91             |
| D        | 70°21′00″S 20°43′48″W | 7,73             |
| G        | 68°41′24″S 31°30′36″W | 30,67            |
| H        | 69°13′48″S 33°09′36″W | 49,33            |
| L        | 70°07′12″S 36°55′12″W | 10,23            |